# Rue Philidor
La rue Philidor est une voie du 20e arrondissement de Paris, en France.

## Situation et accès
La rue Philidor est une voie publique située dans le 20e arrondissement de Paris. Elle débute au 36, rue des Maraîchers et se termine au 17, passage de Lagny.
Un passage prolongeant cette rue jusqu'à la rue des Pyrénées est construit sous forme d'une faille à travers l'immeuble Le Garance/Centre bus RATP Paris-Est Lagny en compensation de la suppression d'un tronçon de la rue de la Plaine lors de la construction de ce même immeuble mais il reste clôturé par une forte grille.

## Origine du nom

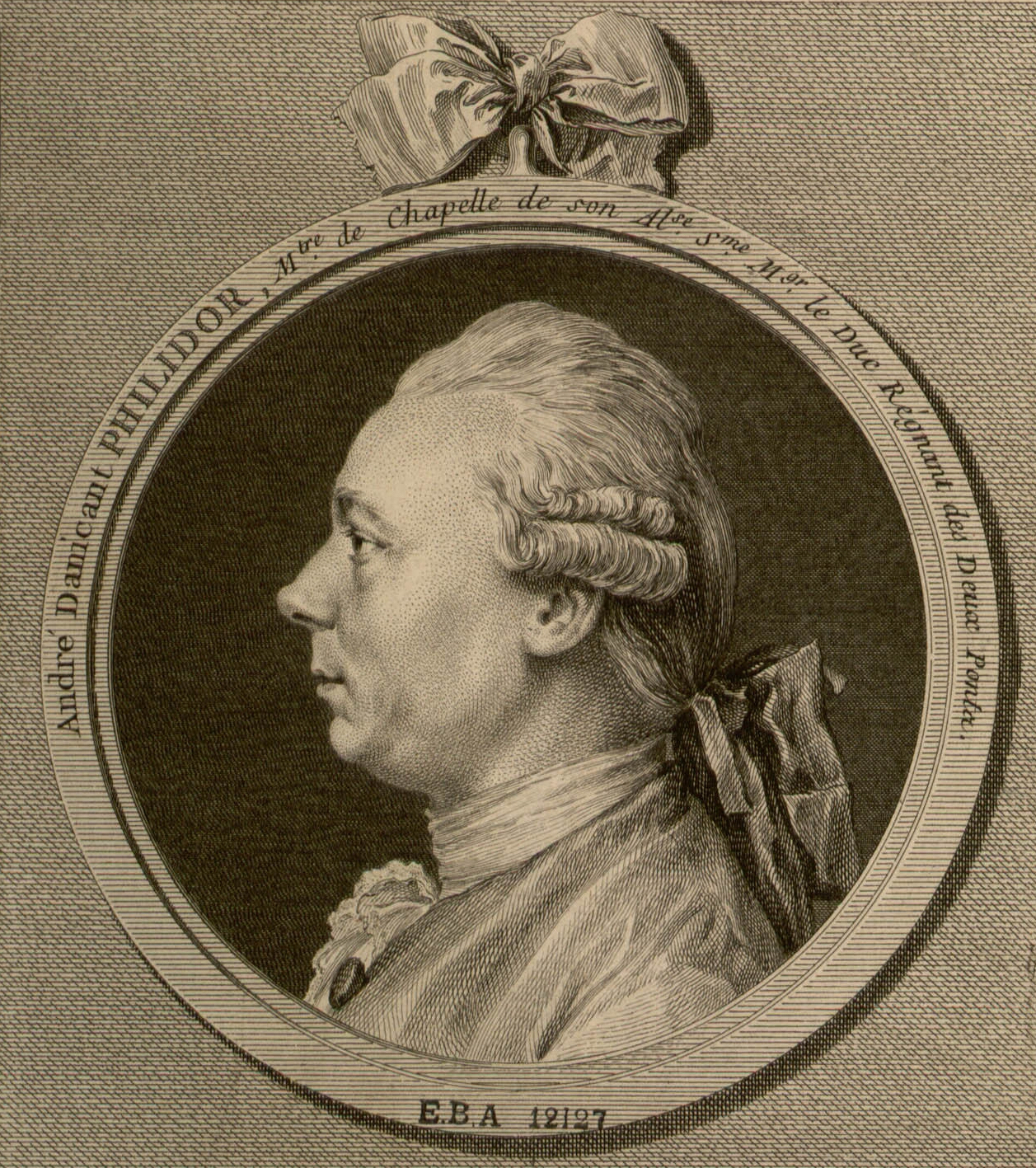
Philidor.

Elle doit son nom au compositeur et joueur d'échecs François André Danican, dit Philidor (1726-1795), connu pour l'ouverture appelée défense Philidor et la position de finales position de Philidor.

## Historique
Cette voie indiquée sur le plan cadastral de 1812 est classée comme sentier rural de l'ancienne commune de Charonne sous le nom de « ruelle des Gouttes-d'Or » et était également appelée « sentier de la Plaine ».
Classée dans la voirie parisienne en vertu du décret du 23 mai 1863 sous le nom de « sentier de la Plaine », elle prend sa dénomination actuelle par un décret du 10 février 1875.
Le tronçon compris entre le passage de Lagny et le boulevard Davout est supprimé par décret du 31 mars 1905, dans le cadre de l'agrandissement de la gare aux marchandises de Charonne.